# 773 Ірмінтрауд
773 Ірмінтрауд (773 Irmintraud) — астероїд головного поясу, відкритий 22 грудня 1913 року.
Тіссеранів параметр щодо Юпітера — 3,236.